# Tefé
Tefé, amtlich portugiesisch Município de Tefé, ist eine politische Gemeinde im Inneren des brasilianischen Bundesstaats Amazonas. Beim Zensus 2022 wurden 73.669 Einwohner gezählt, die auf einer großen Gemeindefläche von rund 23.692 km² leben und Tefeenser (tefeenses) genannt werden. Die Bevölkerungsdichte liegt bei 3,1 Personen pro km². Sie nimmt die sechste Stelle der 62 Munizipien des Bundesstaats ein. Die Entfernung zur Hauptstadt Manaus beträgt 575 km. Die Stadt Tefé liegt am gleichnamigen Fluss Rio Tefé.

## Geographie
Angrenzende Gemeinden sind Uarini, Alvarães, Coari und Tapauá. Bei Tefé mündet der Rio Japurá in den Amazonas.
Das Biom ist überwiegend tropischer Regenwald (Amazônia). Auf dem Gemeindegebiet liegt das Schutzgebiet Mamirauá, portugiesisch Reserva de Desenvolvimento Sustentável Mamirauá, das nachhaltiger Landwirtschaft und Entwicklung vorbehalten ist (IUCN-Kategorie VI).

## Klima
Die Stadt hat tropisches Regenwaldklima, Af nach der Klimaklassifikation nach Köppen und Geiger. Die Durchschnittstemperatur ist 27,0 °C. Die durchschnittliche Niederschlagsmenge liegt bei 2464 mm im Jahr.
Monatliche Durchschnittstemperaturen und -niederschläge für Tefé
|                   | Jan  | Feb  | Mär  | Apr  | Mai  | Jun  | Jul  | Aug  | Sep  | Okt  | Nov  | Dez  |   |      |
| Temperatur (°C)   | 27,1 | 27,1 | 27,1 | 26,9 | 26,6 | 26,4 | 27,0 | 27,4 | 27,4 | 27,4 | 27,1 | 27,0 | Ø | 27,0 |
| Niederschlag (mm) | 256  | 240  | 301  | 270  | 249  | 166  | 113  | 109  | 144  | 180  | 208  | 228  | Σ | 2464 |

## Geschichte
Bereits 1620 hielten sich portugiesische Missionare der Karmeliten unter den Muras auf. Die Ureinwohnern des Amazonas hatten sich um den Tefé-See und an den benachbarten Flüssen niedergelassen.
Tefé war das vierte von acht Dörfern, die zwischen 1697 und 1751 durch die karmelitischen Missionare entlang der Flüsse Rio Solimões und Rio Negro gegründet wurden. 1759 wandelte der Kommandant Joaquim de Mello e Póvoas die Karmelitermission am Tefé-See in eine Stadt um, die er Ega nannte. Henry Walter Bates hielt fest: Ega ist auf einem kleinen gerodeten Land am unteren oder östlichen Ende des Sees gebaut. Er vertrat 1851 die Meinung, dass der ursprünglich als Tefé benannte Ort seit 170 Jahren bewohnt sei. Dies würde die Gründung um 1680 platzieren. Seit 1855 wird für Ega wieder der alte Name Tefé verwendet und die Gemeinde erhielt am 15. Juni 1855 durch die Provinzialresolution Nr. 44 die Stadtrechte.
Im Jahr 1910 gründeten Priester der Kongregation vom Heiligen Geist eine apostolische Präfektur, die heutige römisch-katholische Territorialprälatur Tefé.
Seit 1950 ist die Gemeinde in fünf Distrikte gegliedert: Distrito de Tefé (Sitz), Distrito de Alvarães, Distrito de Japurá, Distrito de Juruá und Distrito de Maraã.

## Kommunalpolitik
Stadtpräfekt war von Kommunalwahl 2016 für die Amtszeit 2017 bis 2020 Normando Bessa de Sá des Partido da Mobilização Nacional (PMN). Nach der Kommunalwahl 2020 ist seit Januar 2021 Nicson Marreira, mit vollständigem Namen Nicson Marreira Lima, des Partido Trabalhista Brasileiro (PTB) Präfekt des Munizips.
Die Legislative liegt bei einem Stadtrat (Câmara Municipal) aus gewählten Ratsherren (vereadores).

## Demografie

### Ethnische Zusammensetzung
Ethnische Gruppen nach der statistischen Einteilung des IBGE (Stand 2000 mit 64.457 Einwohnern, Stand 2010 mit 61.453 Einwohnern): Von diesen lebten 2010 50.069 Einwohner im städtischen Bereich. Die Bevölkerung ist seit 2000 rückläufig mit einer Konzentration auf den Hauptort, so lebten im Jahr 2000 noch 16.785 Einwohner, aber 2010 nur 11.398 Einwohner im ländlichen Raum und Regenwaldgebiet.
| Gruppe      | Anteil 2000 | Anteil 2010 |   | Anmerkung                        |
| Brancos     | 10.094      | 9.163       | ▼ | Weiße, Nachfahren von Europäern  |
| Pardos      | 51.422      | 48.945      | ▼ | Mischrassige, Mulatten, Mestizen |
| Pretos      | 1.604       | 1.936       | ▲ | Schwarze                         |
| Amarelos    | –           | 451         | ▲ | Asiaten                          |
| Indígenas   | 952         | 959         | ▲ | indigene Bevölkerung             |
| ohne Angabe | 385         | –           |   |                                  |

Gesprochen wird ein Regionaldialekt, der als Nortista oder Amazofonia bezeichnet wird.

## Durchschnittseinkommen und Lebensstandard
Das monatliche Durchschnittseinkommen betrug 2017 den Faktor 1,9 des brasilianischen Mindestlohns (Salário mínimo) von R$ 880,00 (umgerechnet für 2019: rund 371 €). Der Index der menschlichen Entwicklung (HDI) ist mit 0,639 für 2010 als niedrig bis mittelhoch eingestuft.
Das Bruttosozialprodukt pro Kopf betrug 2016 rund 10.450 R$, das Bruttosozialprodukt der gesamten Gemeinde lag 2016 bei 650.319.050 R$ (rund 144,24 Millionen €).

## Söhne und Töchter der Stadt
- Hiran Gonçalves (* 1957), Mediziner und Politiker, Bundesabgeordneter für Roraima
- Chrisóstomo de Moura (* 1959), Militärperson und Politiker, Bundesabgeordneter für Rondônia